# Pseudotapesia pilatii
Pseudotapesia pilatii — вид грибів, що належить до монотипового роду Pseudotapesia.